# Ваксево
Ваксево (болг. Ваксево) — село в Болгарии. Находится в Кюстендилской области, входит в общину Невестино. Население составляет 569 человек.

## Политическая ситуация
В местном кметстве Ваксево, в состав которого входит Ваксево, должность кмета (старосты) исполняет Георги Любенов Тасков (независимый) по результатам выборов.
Кмет (мэр) общины Невестино — Димитр Иванов Стаменков (независимый) по результатам выборов.